# گروپر (موسیقی‌دان)
گروپر نام پروژهٔ انفرادی موسیقی‌دان، هنرمند و تهیه‌کننده لیز هریس (به انگلیسی: Liz Harris؛ زادهٔ ۱۵ ژوئیهٔ ۱۹۸۰) می‌باشد، وی از سال ۲۰۰۵ تاکنون درحال فعالیت بوده و ترانه‌هایش را تحت ناشر خودش و دیگر ناشران مستقل منتشر می‌کند.